# Tabriquet

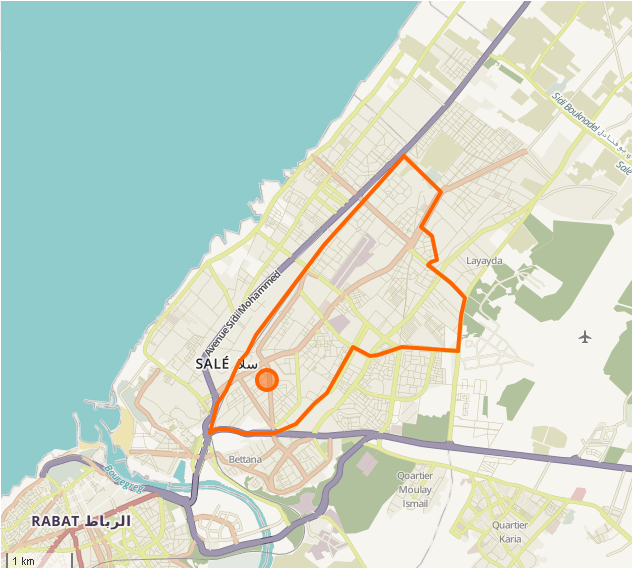
Carte de Tabriquet

Tabriquet ((ar) تابريكت) est un des cinq arrondissements de la commune de Salé située au sein de la préfecture de Salé, dans la région de Rabat-Salé-Kénitra. 
Cet arrondissement connait entre 1994 à 2004, une hausse de population qui passe de 204 881 à 234 733 habitants.  En 2024, sa population atteint 237 385 habitants.
Depuis les élections de 2021, son président est Mustafa Salmi ((ar) المصطفىا لسالمي).